# Ricard Royo i Soler
Ricard Royo i Soler (Sabadell, 17 de novembre de 1923 - 6 de juliol de 2001) va ser un polític sabadellenc, que va exercir de batlle accidental entre el març de 1976 i l'abril de 1979. Va ser, doncs, l'últim alcalde franquista de Sabadell. Va treballar en empreses de teixit i va formar part de diverses juntes d'entitats sabadellenques.